# 신용보증재단중앙회
신용보증재단중앙회(信用保證財團中央會, Korean Federation Of Credit Guarantee Foundations, KOREG)는 17개 시ㆍ도에 소재하고 있는 지역신용보증재단의 공동이익 증진과 건전한 발전을 도모하고 서민의 복리증진에 이바지하고 개인이 부담하는 채무에 대한 신용보증업무를 수행하기 위하여 설립된 대한민국 중소기업청 산하 기타공공기관이다. 본사는 대전광역시 서구 한밭대로 713(월평동 282-1) 나라키움 대전센터 14 ~ 15층에 서울사무소는 서울특별시 마포구 마포로108(공덕동 168번지) 서울신용보증재단빌딩 6층에 각각 위치하고 있다. 현재대표회장은  이상훈 회장이다.

## 설립 근거
- 지역신용보증재단법[4]

## 연혁
- 1996년 2월 26일 경기신용보증조합 설립
- 1996년 4월 30일 경남신용보증조합 설립
- 1996년 6월 17일 광주신용보증조합 설립
- 1996년 11월 2일 대구신용보증조합 설립
- 1997년 4월 1일 대전신용보증조합 설립
- 1997년 6월 9일 부산신용보증조합 설립
- 1997년 12월 29일 인천신용보증조합 설립
- 1998년 9월 12일 충남신용보증조합 설립
- 1999년 3월 26일 충북신용보증조합 설립
- 1999년 4월 10일 강원신용보증조합 설립
- 1999년 6월 7일 서울신용보증조합 설립
- 1999년 12월 29일 경북신용보증조합 설립
- 2000년 3월 1일 특별법에 의한 재단으로 명칭 변경
- 2000년 4월 3일 울산신용보증재단 설립
- 2000년 8월 7일 신용보증재단중앙회 설립
- 2001년 5월 28일 전남신용보증재단 설립
- 2002년 12월 3일 전북신용보증재단 설립
- 2003년 8월 2일 제주신용보증재단 설립
- 2021년 12월 21일 세종신용보증재단 설립

## 주요 업무
- 신용보증·신용조사 기법의 연구·개발·보급과 신용정보의 관리
- 대외기관과의 업무 협조에 관한 사항
- 재단의 공동사업 및 업무 개선에 관한 사항
- 재단으로부터 위탁받은 채무자에 대한 채권 회수 업무
- 재단의 임직원에 대한 교육·연수
- 재단에 대한 재보증에 관한 사항
- 국가, 지방자치단체, 공공기관 등이 위탁하는 사업 중 소기업등 지원 또는 그에 부수되는 사업으로서 중소기업청장의 승인을 받은 사업
- 개인이 부담하는 채무에 대한 신용보증 및 구상권 행사 등의 업무
- 위의 업무에 부수되는 업무로서 중소기업청장의 승인을 받은 사항

## 조직
- 총회
- 운영위원회
- 이사회

### 신용보증재단중앙회장
- 감사
- 준법감시역

#### 경영본부 (전무이사)
- 경영전략부
- 총무부
- 조사연구부

#### 사업본부 (상임이사)
- 전산정보부
- 보증지원부
- 개인보증부
- 서울사무소

### 소속기관
- 서울사무소

### 지역신용보증재단
- 강원신용보증재단
- 경기신용보증재단
- 경남신용보증재단
- 경북신용보증재단
- 광주신용보증재단
- 대구신용보증재단
- 대전신용보증재단
- 부산신용보증재단
- 서울신용보증재단
- 세종신용보증재단
- 울산신용보증재단
- 인천신용보증재단
- 전남신용보증재단
- 전북신용보증재단
- 제주신용보증재단
- 충남신용보증재단
- 충북신용보증재단

## 같이 보기
- 신용보증기금
- 신용회복위원회
- 신용협동조합중앙회
- 농업협동조합중앙회
- 산림조합중앙회
- 수산업협동조합중앙회
- 새마을금고중앙회
- 중소기업중앙회